# Tèrra d'òc
Tèrra d'òc (initialement Terro d'oc) était une revue "felibrenca e federalista" publiée à Toulouse par l'Escòla Mondina. Créée en 1894, elle a été éditée jusqu'en 1933.

## Histoire
Tèrra d'òc a été créée en 1894 pour devenir l'organe de l'Escòla Mondina et également un acteur des "revendications méridionales".